# Matteo d'Agnone
Matteo d'Agnone, cujo nome de batismo era Prospero Lolli (Agnone, 1563 – Serracapriola, 31 de outubro de 1616) foi frade capuchinho italiano, místico, Servo de Deus da Igreja Católica.

## Biografia
Nascido no Molise, quando tinha dezoito anos teria sido vítima de um evento trágico. Nos registros da cidade há uma anotação sobre um menino de sei anos que foi atingido mortalmente. Seu pai, para protegê-lo da ira da família do falecido, ordenou que ele deixasse a cidade. Prospero estudou medicina em Nápoles. Depois juntou-se aos capuchinhos, assumindo o nome religioso de Mateus. Ele primeiro ficou em Foggia. Em Bolonha foi ordenado sacerdote. Ele se tornou famoso como um pregador e exorcista notável. Ele morreu em 31 de outubro de 1616 em Serracapriola. Os sermões reunidos em três volumes estão guardados no mosteiro dos capuchinhos em Serracapriola.

## Culto
O processo de informação na diocese de San Severino começou em 26 de abril de 1984. O processo de beatificação teve início em 1996. Em 2002, os materiais recolhidos foram enviados à Santa Sé.